# Каламан
Каламан (фр. Calamane) насеље је и општина у јужној Француској у региону Миди Пирене, у департману Лот која припада префектури Каор.
По подацима из 2011. године у општини је живело 475 становника, а густина насељености је износила 62,5 становника/km². Општина се простире на површини од 7,6 km². Налази се на средњој надморској висини од 110 метара (максималној 324 m, а минималној 139 m).

## Демографија
| 1962. | 1968. | 1975. | 1982. | 1990. | 1999. | 2011. |
| ----- | ----- | ----- | ----- | ----- | ----- | ----- |
| 142   | 155   | 188   | 243   | 294   | 384   | 475   |

График промене броја становника у току последњих година